# Waynesburg (Ohio)
Waynesburg – wieś w Stanach Zjednoczonych, w stanie Ohio, w hrabstwie Stark.